# Национална либерална партия
Националлибералната партия (на румънски: Partidul Național Liberal) е центристко-дясна и консервативно либерална политическа партия в Румъния.
Основана през 1875 година, партията престава да съществува през 1950 година с налагането на тоталитарния комунистически режим. Възстановена е на 15 януари 1990 година. Участва в управлението между 1996 – 2000 година, 2004 – 2008 година, 2012 – 2014 година и от 2019 година насам. През 2014 година преминава от Алианса на либералите и демократите за Европа към Европейската народна партия.